# Lianne La Havas
Lianne La Havas (* 23. srpna 1989 Londýn) je anglická zpěvačka. Jejím otcem byl Řek a matkou Jamajčanka, ona sama strávila většinu svého dětství u prarodičů, neboť se její rodiče rozvedli. Na počátku své kariéry zpívala doprovodné vokály ve skupině zpěvačky Palomy Faith. V roce 2010 podepsala smlouvu se společností Warner Bros. Records a následujícího roku vydala EP Lost & Found. První dlouhohrající desku nazvanou Is Your Love Big Enough? vydala roku 2012. Za nahrávku byla neúspěšně nominována na cenu Mercury Prize. Druhé řadové album s názvem Blood vydala v roce 2015.